# Bartolomeo Cristofori
Bartolomeo Cristofori di Francesco (1655-1731) là nhà phát minh người Ý. Ông là người phát minh ra piano, cây đàn quen thuộc với toàn thế giới. Để phát minh ra cây đàn này, Cristofori đã dựa vào cấu trúc của harpsichord. Ông đã thay các ống lông (quill), thứ được dùng để gảy dây ở harpsichord, bằng các búa, nhờ đó ông đã tạo ra sự truyền cảm riêng của piano. Tuy nhiên, ngoài cải tiến đó là người chơi có thể nhấn bàn phím đẻ tạo nhạc, các cây đàn của Cristofori còn khá giống với clavecin và âm thanh phần lớn vẫn không có gì thay đổi nhiều. Các thiết kế của ông không được biết đến cho đến khi người ta xuất bản các bản thiết kế của ông vào cuối thập niên 1700.